# Diemerswil
Diemerswil – miejscowość w gminie Münchenbuchsee  w Szwajcarii, w kantonie Berno, w regionie administracyjnym Bern-Mittelland, w okręgu Bern-Mittelland. Do 31 grudnia 2022 gmina (niem. Einwohnergemeinde).
Dzielnica jako gmina po raz pierwszy została wspomniana w dokumentach w 1257 roku jako Diemarswile.

## Demografia
W Diemerswil mieszka 205 osób. W 2020 roku 3% populacji gminy stanowiły osoby urodzone poza Szwajcarią.
W 2000 roku 97,6% populacji mówiło w języku niemieckim, 1,8% w języku francuskim, a 0,6% w języku portugalskim.

Zmiany w liczbie ludności są przedstawione na poniższym wykresie: